# Christinehofs slott

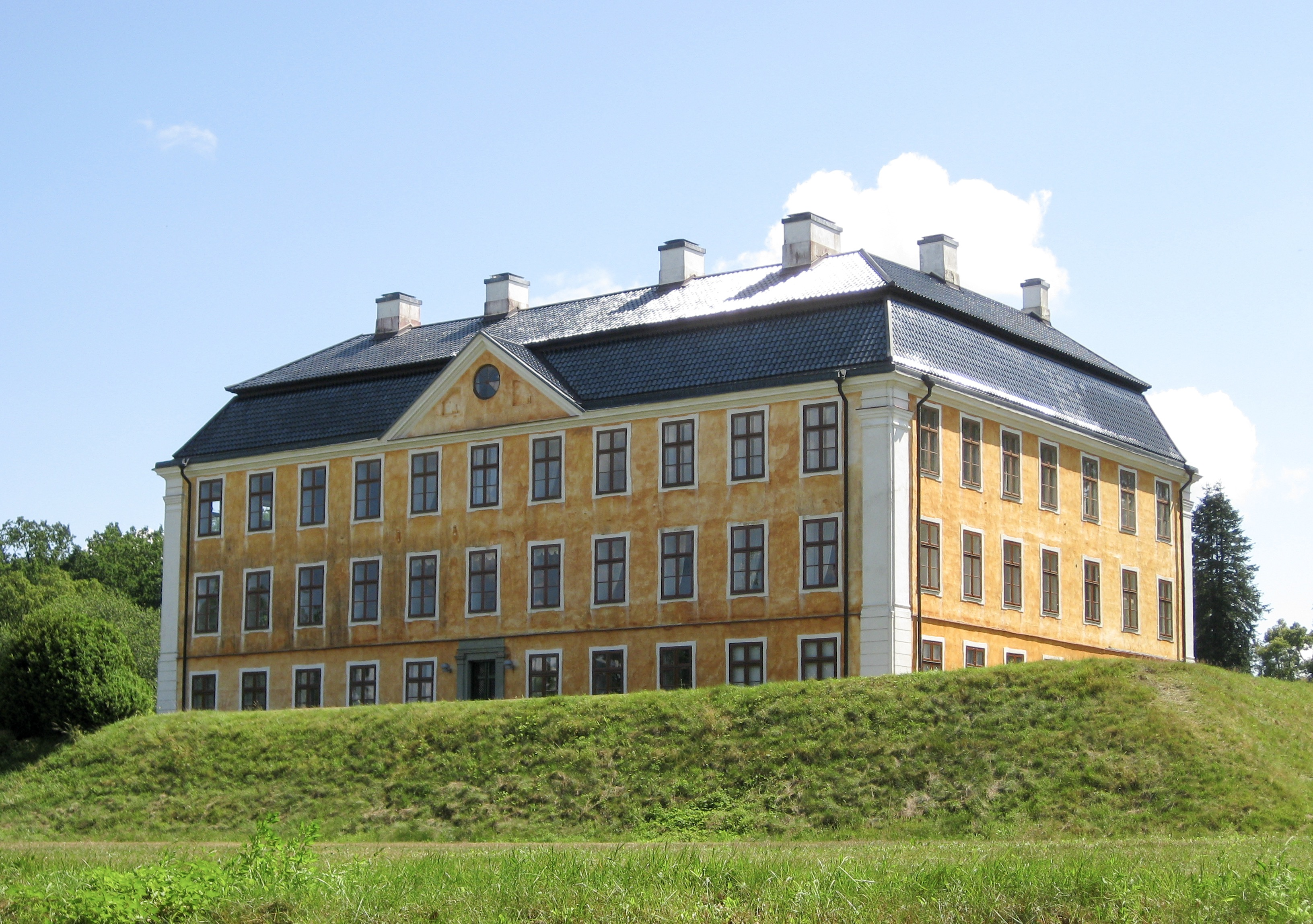
Slottet från norr

Christinehofs slott är beläget i Andrarums socken i Tomelilla kommun i Sverige. Slottet uppfördes av 1737 till 1740 av Christina Piper, änka till Karl XII:s minister Carl Piper, för att hålla kontroll på Andrarums alunbruk.
Arkitekten Georg Mockelten anlitades för att uppföra slottet till en kostnad av 29 600 silverdaler vid ruinerna efter Jochum Becks gård från 1644. Christinehof slott har tre våningar och med två flyglar och är i nordtysk barockstil med grundplanet i senkarolinsk stil.
Christina Piper gjorde 1747 slottet till fideikommiss för Piperska släkten.

## Christinehofs slott i film
Christinehofs slott användes som inspelningsplats till exteriörer i John W. Brunius stumfilmsdrama Thora van Deken från 1920.